# Crosslake (Minnesota)
Crosslake es una ciudad ubicada en el condado de Crow Wing en el estado estadounidense de Minnesota. En el Censo de 2010 tenía una población de 2141 habitantes y una densidad poblacional de 22,41 personas por km².

## Geografía
Crosslake se encuentra ubicada en las coordenadas 46°40′39″N 94°6′5″O / 46.67750, -94.10139. Según la Oficina del Censo de los Estados Unidos, Crosslake tiene una superficie total de 95.55 km², de la cual 66.66 km² corresponden a tierra firme y (30.24%) 28.89 km² es agua.

## Demografía
Según el censo de 2010, había 2141 personas residiendo en Crosslake. La densidad de población era de 22,41 hab./km². De los 2141 habitantes, Crosslake estaba compuesto por el 98.46% blancos, el 0.28% eran afroamericanos, el 0.33% eran amerindios, el 0.14% eran asiáticos, el 0% eran isleños del Pacífico, el 0.14% eran de otras razas y el 0.65% pertenecían a dos o más razas. Del total de la población el 0.23% eran hispanos o latinos de cualquier raza.